# Río Seco megye
Río Seco egy megye Argentínában, Córdoba tartományban. A megye székhelye Villa de María.

## Települések
Önkormányzatok és települések (Municipios y comunas)
- Cerro Colorado
- Chañar Viejo
- Eufrasio Loza
- Gutemberg
- La Rinconada
- Los Hoyos
- Puesto de Castro
- Rayo Cortado
- Santa Elena
- Sebastián Elcano
- Villa Candelaria Norte
- Villa de María del Río Seco